# 1972 no cinema

## Principais filmes produzidos
- Aguirre, der Zorn Gottes, de Werner Herzog, com Klaus Kinski
- Alfredo, Alfredo, de Pietro Germi, com Dustin Hoffman e Stefania Sandrelli
- L'amour l'après-midi, de Éric Rohmer
- Une belle fille comme moi, de François Truffaut, com Bernadette Lafont e Claude Brasseur
- As Lágrimas Amargas de Petra von Kant, de Rainer Werner Fassbinder, com Hanna Schygulla
- Boxcar Bertha, de Martin Scorsese, com Barbara Hershey, David Carradine e John Carradine
- Cabaret, de Bob Fosse, com Liza Minnelli
- Cosa avete fatto a Solange?, de Massimo Dallamano, com Fabio Testi, Cristina Galbó, Karin Baal e Camille Keaton
- La cagna, de Marco Ferreri, com Catherine Deneuve, Marcello Mastroianni e Michel Piccoli
- O Candidato, de Michael Ritchie, com Robert Redford, Peter Boyle e Melvyn Douglas
- César et Rosalie, de Claude Sautet, com Yves Montand, Romy Schneider e Isabelle Huppert
- Le charme discret de la bourgeoisie, de Luis Buñuel, com Fernando Rey, Delphine Seyrig e Jean-Pierre Cassel
- Deep Throat, com Linda Lovelace.
- Deliverance, de John Boorman, com Jon Voight, Burt Reynolds, Ned Beatty e Ronny Cox
- The Effect of Gamma Rays on Man-in-the-Moon Marigolds, de Paul Newman, com Joanne Woodward
- Estado de Sítio, de Costa-Gavras, com Yves Montand e Renato Salvatori
- Everything You Always Wanted to Know About Sex* (*But Were Afraid to Ask), de e com Woody Allen e com Gene Wilder e John Carradine
- Fat City, de John Huston, com Stacy Keach e Jeff Bridges
- Un flic, de Jean-Pierre Melville, com Alain Delon e Catherine Deneuve
- Frenzy, de Alfred Hitchcock, com Jon Finch
- The Getaway (1972), de Sam Peckinpah, com Steve McQueen e Ali MacGraw
- The Godfather, de Francis Ford Coppola, com Marlon Brando, Al Pacino, Talia Shire, James Caan, Robert Duvall, Diane Keaton e John Cazale
- Jeremiah Johnson, de Sydney Pollack, com Robert Redford
- The Life and Times of Judge Roy Bean, de John Huston, com Paul Newman e Victoria Principal
- Ludwig, de Luchino Visconti, com Helmut Berger, Trevor Howard, Gert Fröbe e Silvana Mangano
- The Man, de Joseph Sargent, com James Earl Jones
- Nybyggarna, de Jan Troell, com Max von Sydow e Liv Ullmann
- The Offence, de Sidney Lumet, com Sean Connery e Trevor Howard
- Play It Again, Sam, de Herbert Ross, com Woody Allen e Diane Keaton
- The Poseidon Adventure, de Ronald Neame, com Gene Hackman, Ernest Borgnine e Shelley Winters
- La prima notte di quiete, de Valerio Zurlini, com Alain Delon, Renato Salvatori e Alida Valli
- Os Contos de Canterbury, de Pier Paolo Pasolini
- Roma, de Federico Fellini
- The Ruling Class, de Peter Medak, com Peter O'Toole
- Silent Running, de Douglas Trumbull, com Bruce Dern
- Sleuth, de Joseph L. Mankiewicz, com Laurence Olivier e Michael Caine
- Solaris, de Andrei Tarkovsky
- Tout va bien, de Jean-Luc Godard, com Yves Montand e Jane Fonda
- Travels with My Aunt, de George Cukor, com Maggie Smith e Louis Gossett Jr.
- Último Tango em Paris, de Bernardo Bertolucci, com Marlon Brando e Maria Schneider
- Viskningar och rop, de Ingmar Bergman, com Harriet Andersson, Ingrid Thulin e Liv Ullmann
- What's Up, Doc?, de Peter Bogdanovich, com Barbra Streisand e Ryan O'Neal

## Nascimentos
| Data           | Nome                | Profissão                         | Nacionalidade   | Observações | Ref |
| -------------- | ------------------- | --------------------------------- | --------------- | ----------- | --- |
| 1 de janeiro   | Catherine McCormack | atriz                             | Reino Unido     |             |     |
| 2 de janeiro   | Rita Guedes         | atriz                             | Brasil          |             |     |
| 11 de janeiro  | Amanda Peet         | atriz                             | Estados Unidos  |             |     |
| 19 de janeiro  | Cynthia Falabella   | atriz                             | Brasil          |             |     |
| 7 de fevereiro | Gabriel Braga Nunes | ator                              | Brasil          |             |     |
| 8 de março     | Matthew Nable       | ator e ex-jogador de rugby league | Austrália       |             |     |
| 9 de março     | Kerr Smith          | ator                              | Estados Unidos  |             |     |
| 22 de março    | Dax Griffin         | ator                              | Estados Unidos  |             |     |
| 31 de março    | Alejandro Amenábar  | cineasta                          | Espanha         |             |     |
| 31 de março    | Karla Sofía Gascón  | atriz                             | Espanha         |             |     |
| 17 de abril    | Jennifer Garner     | atriz                             | Estados Unidos  |             |     |
| 20 de abril    | Carmen Electra      | atriz                             | Estados Unidos  |             |     |
| 21 de abril    | Ian Kahn            | ator                              | Estados Unidos  |             |     |
| 15 de maio     | Graziella Moretto   | atriz                             | Brasil          |             |     |
| 28 de maio     | Chiara Mastroianni  | atriz                             | França / Itália |             |     |
| 2 de junho     | Wentworth Miller    | ator                              | Reino Unido     |             |     |
| 19 de junho    | Robin Tunney        | atriz                             | Estados Unidos  |             |     |
| 22 de junho    | Plutarco Haza       | ator                              | México          |             |     |
| 28 de junho    | Alessandro Nivola   | ator                              | Estados Unidos  |             |     |
| 5 de julho     | Ingrid Guimarães    | atriz                             | Brasil          |             |     |
| 10 de julho    | Sofía Vergara       | atriz                             | Colômbia        |             |     |
| 14 de julho    | Flávia Monteiro     | atriz                             | Brasil          |             |     |
| 15 de julho    | Scott Foley         | ator                              | Estados Unidos  |             |     |
| 23 de julho    | Marlon Wayans       | ator                              | Estados Unidos  |             |     |
| 15 de agosto   | Ben Affleck         | ator e diretor                    | Estados Unidos  |             |     |
| 24 de agosto   | Ava DuVernay        | diretora e roteirista             | Estados Unidos  |             |     |
| 30 de agosto   | Cameron Diaz        | atriz                             | Estados Unidos  |             |     |
| 6 de setembro  | Idris Elba          | Ator                              | Reino Unido     |             |     |
| 17 de setembro | Mariana Lima        | atriz                             | Brasil          |             |     |
| 27 de setembro | Gwyneth Paltrow     | atriz                             | Estados Unidos  |             |     |
| 18 de outubro  | Marco Delgado       | ator                              | Portugal        |             |     |
| 23 de outubro  | Kate del Castillo   | atriz                             | México          |             |     |
| 1 de novembro  | Toni Collette       | atriz                             | Austrália       |             |     |
| 6 de novembro  | Rebecca Romijn      | atriz e modelo                    | Estados Unidos  |             |     |
| 6 de novembro  | Thandiwe Newton     | atriz                             | Reino Unido     |             |     |
| 13 de novembro | Takuya Kimura       | cantor e ator                     | Japão           |             |     |
| 15 de dezembro | Lee Jung-jae        | ator                              | Coreia do Sul   |             |     |
| 19 de dezembro | Alyssa Milano       | atriz e empresária                | Estados Unidos  |             |     |
| 22 de Dezembro | Vanessa Paradis     | cantora e atriz                   | França          |             |     |
| 29 de dezembro | Jude Law            | ator                              | Estados Unidos  |             |     |
| 30 de dezembro | Selton Mello        | ator e diretor                    | Brasil          |             |     |

## Mortes
| Data           | Nome              | Profissão                       | Nacionalidade  | Observações | Ref |
| -------------- | ----------------- | ------------------------------- | -------------- | ----------- | --- |
| 1 de janeiro   | Maurice Chevalier | ator                            | França         | n. 1888     |     |
| 8 de janeiro   | Wesley Ruggles    | diretor                         | Estados Unidos | n. 1889     |     |
| 25 de abril    | George Sanders    | ator                            | Reino Unido    | n. 1906     |     |
| 24 de maio     | Asta Nielsen      | atriz                           | Dinamarca      | n. 1881     |     |
| 14 de junho    | Leila Diniz       | atriz                           | Brasil         | n. 1945     |     |
| 20 de junho    | Sidney Lanfield   | cineasta                        | Estados Unidos | n. 1898     |     |
| 3 de julho     | Hal Walker        | assistente de diretor, cineasta | Estados Unidos | n. 1896     |     |
| 6 de julho     | Brandon deWilde   | ator                            | Estados Unidos | n. 1942     |     |
| 28 de outubro  | Mitchell Leisen   | cineasta                        | Estados Unidos | n. 1898     |     |
| 09 de dezembro | William Dieterle  | cineasta                        | Alemanha       | n. 1893     |     |

## Óscar
- Charlie Chaplin retornou aos Estados Unidos para receber seu Óscar, prêmio que ganhou duas vezes.